# فرد إم. ويلكوكس
فرد إم. ويلكوكس (بالإنجليزية: Fred M. Wilcox)‏ هو مخرج أمريكي، ولد في 22 ديسمبر 1907 في تازويل في الولايات المتحدة، وتوفي في 23 سبتمبر 1964 في بيفرلي هيلز في الولايات المتحدة.

## وصلات خارجية
- فرد إم. ويلكوكس على موقع IMDb (الإنجليزية)
- فرد إم. ويلكوكس على موقع الموسوعة البريطانية (الإنجليزية)
- فرد إم. ويلكوكس على موقع ألو سيني (الفرنسية)
- فرد إم. ويلكوكس على موقع تيرنر كلاسيك موفيز (الإنجليزية)
- فرد إم. ويلكوكس على موقع أول موفي (الإنجليزية)
- فرد إم. ويلكوكس على موقع قاعدة بيانات الأفلام السويدية (السويدية)
- فرد إم. ويلكوكس على موقع إن إن دي بي (الإنجليزية)
- فرد إم. ويلكوكس على موقع قاعدة بيانات الفيلم (الإنجليزية)
- فرد إم. ويلكوكس على موقع كينوبويسك (الروسية)